# Ton Smerdel
Ton Smerdel (Silba, 21. travnja 1904. − Zagreb, 20. kolovoza 1970.) bio je hrvatski latinist, klasični filolog, prevoditelj, hrvatski pjesnik, esejist, kritičar, pisac ogleda, profesor i pjesnik latinist. Jedan je iz plejade nepravedno zanemarenih hrvatskih književnika i kulturnih radnika. 

## Životopis
Rodio se je na Silbi. Završivši klasičnu gimnaziju u Splitu, a zatim diplomiravši klasičnu filologiju te prevodeći antičke pjesnike, Smerdel je među hrvatskim pjesnicima, uz Nikolu Šopa, imao najviše dodira s klasičnim pjesništvom, dovinuvši se i sam do visoka mjesta u latinskome pjesništvu 20. stoljeća, pa je u desetljeću od 1961. do smrti 1970. objavio osam latinskih pjesničkih zbirki u Zagrebu i Skopju. Ta činjenica iz njegovih posljednjih godina života i rada danas će mnogima biti tek kuriozum, ali nedvojbeno pokazuje širinu njegova književnog zanimanja i talenta. Osim toga, Smerdel je od mladosti pjevao i na hrvatskome, pa je, premda ne dovinuvši se visine svoga latinizma, u zbirkama i periodici ostavio nekoliko pjesničkih radova antologijskoga dometa.
Za razliku od stihova, koje je pisao cio život, knjige eseja Smerdel je objavio u zrelim, nažalost i ratnim godinama, što je nedvojbeno uvjetovalo da su već samim tim bile osuđene na dugogodišnju čamu u prašini knjižničnih polica. Tek treća knjiga iz niza Hrvatska katolička baština 20. stoljeća u izdanju Glasa Koncila, a pod uredništvom Božidara Petrača, knjiga Ton Smerdel: Duh umjetnosti. Eseji, prir. Vlado Vladić, u skladu s nakanom da se otvore neke zaboravljene stranice hrvatske književnosti i kulture, otkriva dimenziju Smerdela kao ponajprije kao mislioca kršćanskoga nadahnuća, čime se na reprezentativan način osvjetljava taj najmanje poznat opus njegova stvaralaštva. 
Prije rata pisao je za Klasje naših ravni, katoličke listove Nedjelju, Hrvatsku prosvjetu, Franjevački vijesnik, Hrvatsku stražu, Narodnu politiku,Novu reviju, Obitelj, Orlovska misao. Poslije rata nastavio je s klasičarskim i prevoditeljskim radom. Za rata objavio je knjige eseja: Susreti s knjigama i piscima (1943.), Borba za sklad (1944.), Susreti s knjigama i piscima II (1944.) i Stvaralačka radost (1945.). U rukopisnom je izdanju ostalo pet svezaka Putovi ljepote – eseji o stvaralaštvu (1946.) koji su objavljeni tek 2009. godine. 
Eseje je napisao i objavio u doba najvećeg sudara ideologija, nerijetko je bio kritičan na njihov račun, posebice na račun boljševizma, koji je razlikovao od »modnog (salonskog) marksizma«, ali i na račun liberalizma. 
Velik dio svoga zanimanja Smerdel je, razumije se, posvetio helenskoj umjetnosti. Budući da »okvir Smerdelove misli nad umjetnošću i lijepim jest prepoznatljivo kršćanski«, kako ističe priređivač, Smerdel smatra da je samo kršćanstvo po svojoj univerzalnosti moglo u helenskoj umjetnosti i filozofiji prepoznati naravni odsjev logosa i darovati ih cijelom svijetu kao opće duhovno dobro. 
1952. objavio je prijevod Pindarovih Oda i fragmenata koje je preveo s hrvatskog.
Preveo je grčki tekst olimpijske himne 1969. godine. Surađivao je s uredništvom Zagrebačke Biblije. 
Poslije rata objavljivao je u periodiku Platonu iz Atene, hrv. književnom zborniku Maruliću, Crkvi u svijetu i dr.
Objavio je sedam knjiga ametričkih latinskih pjesama, čime se uvrštava među najplodnije novije neolatinske pjesnike u svijetu.

## Djela
(popis nepotpun)
- zbirke pjesama:
- Drvorezi, 1942. (naslovnicu izradio Slavko Kopač)

- sabrana djela:
- Ton Smerdel: Duh umjetnosti. Eseji, prir. Vlado Vladić, 2009.
- Ton Smerdel: Izabrane pjesme latinske i hrvatske, latinske tekstove izabrao i preveo Mato Marčinko, hrv. tekstove izabrao Božidar Petrač, 2007.[3]